# Wizlaw I.

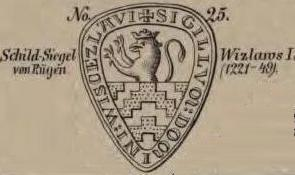
Schildsiegel des Rügenfürsten Wizlaw I. aus 1221 bis 1247 – Umzeichnung Theodor Pyl, 1894

Wizlaw I. (* um 1180; † 7. Juni 1249) war ein Fürst des Fürstentums Rügen.

## Leben
Wizlaw wurde 1193 erstmals erwähnt. Seine Eltern waren Fürst Jaromar I. und Hildegard von Dänemark (* ca. 1135), die Tochter von Knut V. Magnusson von Dänemark (ca. 1128–1157) und (Sophie?) Sverkersdotter von Schweden.
Wizlaw nahm 1219 an einem Kriegszug seines Lehnsherren, des dänischen Königs Waldemar II. nach Estland teil. Nach dem Rücktritt seines Bruders Barnuta wurde Wizlaw I. 1221 urkundlich als Fürst von Rügen erwähnt. In diesem Jahr sind auch erstmals deutsche Siedler in den rügenschen Festlandsbesitzungen erwähnt. In den Folgejahren nahm er erneut an Kriegen auf Seiten Waldemars II. teil, so 1225 an der Schlacht bei Mölln und 1227 an der Schlacht von Bornhöved. Trotz der Niederlagen der Dänen hielt er am Lehnsverhältnis mit Dänemark fest. 1231 gründete er das Zisterzienserkloster Neuenkamp (heute Franzburg). Er verlieh 1234 Stralsund das Stadtrecht und gewährte der Stadt Privilegien wie Fischereirechte und Zollfreiheit. Während seiner Regierungszeit erreichte das Fürstentum Rügen seine größte Ausdehnung.

## Nachkommen
Mit seiner Frau Margarete (* vor 1200; † 5. März 1232), wahrscheinlich einer Nichte des Erzbischofs Absalon von Lund, hatte er sechs namentlich bekannte Söhne:
- Jaroslaw (* nach 1215, † 1242/1243), von 1232 bis 1242 Propst von Rügen und Tribsees
- Petrus (* nach 1215, † 1237)
- Wizlaw (* um 1220, † 1243/44)
- Burislaw (* vor 1231, † 1237)
- Nikolaus (* vor 1231, † 1237)
- Jaromar II. (* 1218, † 1260), sein Nachfolger (ab 1245 Mitregent)